# Émile Théodore
Pour les articles homonymes, voir Théodore.
Émile Théodore, né le 29 janvier 1876 à Lille, où il est mort le 24 octobre 1937, est un peintre et conservateur de musée français.

## Biographie
Émile Joseph Charles Albert Théodore est le fils d'Émile Alphonse Théodore, marchand tailleur, et de Marie Clara Mulner.
En 1900, il épouse Anna Eugénie Juliette Lefebvre.
Élève d'Alphonse Leroy, il s'oriente vers la peinture et se perfectionne auprès de Pharaon de Winter, il expose au Salon à partir de 1902.
En 1912, il devient le conservateur du musée de peinture de Lille.
En 1920, il est élevé au rang de Chevalier de la Légion d'honneur.
Il meurt à son domicile à l'âge de 61 ans.